# Renault Twin'Z Concept
La Renault Twin'Z Concept è una concept car elettrica realizzata dalla casa automobilistica francese Renault nel 2013 e presentata nello stesso anno al Salone del Mobile di Milano.

## Profilo e contesto
La Twin'Z è stata creata e ideata dal designer francese Laurens van den Acker e dall'inglese Ross Lovegrove. La vettura ha un motore elettrico posizionato posteriormente dotato di 68 CV (50 kW) di potenza e 226 Nm di coppia, con una velocità massima di 130 km/h. Autonomia dichiarata è di 160 km e il funzionamento dell'unità elettrica avviene grazie a 4 batterie agli ioni di litio. La vettura ha la trazione posteriore e un peso dichiarato di 980 kg.
Il prototipo è stato introdotto per anticipare sul lato stilistico e tecnico alcuni elementi della nuova generazione della Twingo, che ha debuttato un anno più tardi. Largo uso della fibra di carbonio è stato utilizzato per tutta la carrozzeria del prototipo e la vernice blu opaca richiama quella utilizzata dall'artista francese Yves Klein.
Il design della vettura si ispira a quello della Twingo 3 e alla Clio 4. L'interno, a cui si accede grazie a delle portiere ad apertura ad armadio, presenta un abitacolo ove è assente il montante centrale. Il posteriore dell'auto francese è caratterizzato da una moltitudine di LED.